# در وفای عشق تو مشهور خوبانم چو شمع
غزلی با مطلعِ «در وفای عشق تو مشهور خوبانم چو شمع» غزل شمارهٔ ۲۹۴ از دیوانِ حافظ در تصحیحِ محمد قزوینی و قاسم غنی است.

## در دیگر آثار هنری
برروی شمعدان برنجی متعلق به نیمهٔ سدهٔ ۹ ه‍.ق/۱۵ م، بیت اول این غزل نقش بسته‌است. محل ساخت این شمعدان خراسان است اما محل نگهداری آن مشخص نیست.